# Mauricio Rivera
Mauricio Rivera (Santa Marta; 17 de octubre de 1987), antes conocido como Rivera es un abogado, cantante, compositor y productor discográfico colombiano.

## Biografía

### Primeros años e inicios de su carrera
Nació el 17 de octubre de 1987 en la ciudad de Santa Marta. Desde muy pequeño y apoyado por sus padres empezó sus primeros pinos musicales aprendiendo a tocar desde los cinco años piano y posteriormente una batería.[cita requerida]
Con 17 años debutó en el medio artístico con sus dos primeras canciones "Solo Por Ti" y "Para Ti", canciones que formaron parte de la banda sonora de la telenovela colombiana Francisco el Matemático, producido y emitido por RCN Televisión. [cita requerida]
Más adelante, comenzó a trabajar en su primera producción discográfica titulada Quiero Decirte de la mano de Carlos Mantilla en la producción. En 2002, tras finalizar la producción de su álbum debut, lanzó una nueva versión de su canción "Solo Por Ti". De su primer álbum se desprendieron canciones como "Abrázame" y "Entiéndeme". Ambas canciones formaron parte de varias producciones de televisión en Colombia entre las que se destaca Todos quieren con Marilyn producción transmitida en el 2004. Del primer álbum también se desprendieron canciones como "Solo Por Ti", "Para Ti" y "Ojos".[cita requerida]
Después de finalizar sus estudios secundarios, se trasladó a la ciudad de Bogotá en donde ingresó a estudiar la carrera de Derecho en la Universidad Sergio Arboleda. En medio de sus estudios universitarios decide realizar una pausa y trasladarse a Austria en donde estudio la carrera de "Música del Mundo" en el Conservatorio de Innsbruck, una vez finalizado sus estudios en Austria regresó a Colombia en donde comenzó la producción de su segundo álbum de estudio. En el 2009 sale al mercado su segundo álbum de estudio Más Allá, un álbum diverso en géneros musicales teniendo como base el género pop-rock. De este álbum de desprendieron los sencillos "Sin Más Pensar" junto a Éibar Gutiérrez, conocido como el "Rey Vallenato" en Colombia, esta canción incluye el coro de la canción "Olvídala" interpretada por Binomio de Oro de América y Jorge Celedón; "Tu Castigo", "Ven Mi Morena" junto a la agrupación Los Gaiteros de San Jacinto; "Eres Tú", versión en español de la canción "You and Me" originalmente intepretada por la agrupación de rock alternativo estadounidense Lifehouse, dicha versión contó con la participación de Anne Braun, conocida por ser vocalista de la cantante canadiense Céline Dion; y por último sencillo, fue lanzado el tema "El Parrandón" junto a Penchy Castro.[cita requerida]

### 2009-2011: Nuevos proyectos
De 2009 a 2011 realizó la producción de su tercer álbum de estudio titulado Nuevo Amanecer. De este álbum se desprendieron canciones como "Tras La Tormenta  (El Ciclón)" junto al dúo colombiano Dragón y Caballero, "Sin Ti", "Hey Ho"  artista sanandresano Obie-P, "Quiero Amanecer Contigo" y "Toda La Noche"; esta última canción tuvo su versión en idioma inglés titulado "Together Again". El artista presentó este álbum bajo el nombre artístico Rivera.

### 2010-2018: Proyección internacional
Rivera presentó una nueva versión de "Hey Ho" contando con la participación de la artista rumana Amna bajo la producción del productor rumano George Poppa.  
En el 2010 los sellos discográficos Pep's Music Group y Sony Music Entertainment reeditaron el álbum para el mercado español. De esta reedición fueron presentadas nuevas versiones de las canciones originales del álbum entre los que se destacan una versión en solitario de "Tras La Tormenta", así como "Sin Ti" y "Quiero Amanecer Contigo". Para dar continuidad al álbum Mauricio firmó contrato con Pep's Music Group, hito que lo llevó a radicarse en España. Fue invitado por el dúo español Gemeliers con quienes presentó la canción "Tan Solo Tú y Yo".
Meses después, viajó a Bostón en donde comenzó a trabajar en su cuarta producción musical, Cu4tro, del que se desprendieron canciones como "Dónde Estás Tú" producido por el productor dominicano Richy Peña, "Solo Por Ti" junto a Buxxi, "Un Beso" junto a Zion del dúo Zion & Lennox, "Hasta Que Amanezca" junto a la cantante colombiana Naela, "Tal Vez", "Te Olvidé". Así mismo, se incluyó una nueva versión de la canción "Hey Ho" que contó con la participación de los artistas Amna y Obie-P. 
Este álbum supone la primera vez que Rivera incluye canciones en inglés y español, siendo producido entre España, Alemania, Estados Unidos y Colombia. Posteriormente fue fichado por el sello discográfico Universal Music Group en España.
En el 2016 presentó la canción "Si La Vez" junto al artista dominicano Xantos, como primer sencillo publicado por el sello Universal Music Group. Esta canción contó con una versión en francés titulada "Si La Vez (Summer French Version)". Asimismo, presentó las canciones "No Ha Cambiado Nada" junto a la artista argentina Karen Méndez y "Oye Bonita" junto al artista italiano Mirko Oliva.

### 2019-presente: Primera década de carrera
En el 2019 lanza su primer álbum de éxitos titulado Pop Hits, un álbum que recopila algunas de sus canciones en versión pop. En agosto de 2019, presentó "Bailando Pegaito" junto con el remix en colaboración con el dúo cubano Boni y Kelly, "ADN". En el 2020, durante cuarentena por COVID, Rivera presentó la canción "No Le Digas a Nadie", "Piensa en Mi" en versiones pop y salsa. En diciembre de 2020 presentó un EP titulado ADN (Deluxe) que incluye mezclas de su canción "ADN".
Durante el 2021, presenta las canciones "Mamasita", "Baila" junto al artista italiano Luis Navarro, "Feel the Fire" junto al DJ Mario Andretti, "3:00 AM".
A comienzos de 2022, presentó los sencillos "Pideme la Luna", "Todo Incluido" junto a los artistas Ryan Roy y David Botero, conocido por haber realizado la banda sonora de la telenovela colombiana La reina del flow. En julio de 2022 presenta su canción "Si Tu No Estás". El 30 de octubre de 2022 estreno la canción "Campeón", canción que sirvió como antesala a la Copa Mundial Femenina de Fútbol Sub-17 de 2022 entre Colombia y España.

## Discografía
- 2002: Quiero Decirte
- 2009: Más Allá
- 2013: Nuevo Amanecer
- 2015: Cu4tro
- 2023: Jerut
- 2024: Alter Ego
- 2025: Roots

## Vida personal
Está casado con la modelo colombiana Claudia Ariza, con quien tiene cuatro hijos. Es hermano de la también cantante colombiana Naela.